# العلاقات بين إندونيسيا والاتحاد الأوروبي
العلاقات بين إندونيسيا والاتحاد الأوروبي تعود العلاقات الدبلوماسية بين الدول الأوروبية وإندونيسيا إلى عام 1949. في البداية تم تسهيل العلاقات بين الاتحاد الأوروبي وإندونيسيا من خلال التعاون بين الاتحاد الأوروبي ورابطة دول جنوب شرق آسيا (الآسيان). تم توسيع التعاون الثنائي باستمرار، وافتتحت العلاقات في نهاية المطاف بارسال وفد من الاتحاد الأوروبي إلى إندونيسيا في عام 1988. يتخذ الحوار الاقتصادي والسياسي بين إندونيسيا والاتحاد الأوروبي على شكل اجتماعات منتظمة لكبار المسؤولين. وفي عام 2000 تم تعزيز العلاقات مع إصدار اتصال المفوضية الأوروبية «تطوير علاقات أوثق بين إندونيسيا والاتحاد الأوروبي». في نوفمبر 2013 قامت الممثلة العليا للاتحاد الأوروبي للسياسة الخارجية والأمنية كاثرين أشتون بأول زيارة رسمية لها لإندونيسيا والتي تم الترحيب بها على أنها انفراج طال انتظاره في علاقة الاتحاد الأوروبي مع إندونيسيا.

## العلاقات الاقتصادية
أقام الاتحاد الأوروبي وإندونيسيا علاقات تجارية قوية، حيث بلغت التجارة الثنائية حوالي 25 مليار يورو في عام 2012، مما أدى إلى فائض تجاري كبير بقيمة 5.7 مليار يورو لإندونيسيا مع الاتحاد الأوروبي. اتسمت التجارة بين الاتحاد الأوروبي وإندونيسيا في السنوات القليلة الماضية باتجاه تصاعدي. في حين بلغت قيمة التجارة الإجمالية ما يقرب من 16 مليار يورو في عام 2009، فقد وصلت بالفعل بحلول عام 2011 إلى 23.5 مليار يورو. بالنسبة للاتحاد الأوروبي تعد إندونيسيا رابع أكبر مصدر (حصة 0.9٪) وبحوالي 30 وجهة تصدير (حصة 0.6٪). داخل منطقة الآسيان تحتل إندونيسيا المرتبة الرابعة من حيث إجمالي التجارة. يعد الاتحاد الأوروبي رابع أكبر شريك تجاري لإندونيسيا بعد اليابان والصين وسنغافورة، ويمثل حوالي 10٪ من إجمالي تجارته الخارجية. الاتحاد الأوروبي هو ثاني أكبر مستثمر في الاقتصاد الإندونيسي. تصدر إندونيسيا في الغالب إلى الاتحاد الأوروبي المنتجات الزراعية والموارد المصنعة، وخاصة زيت النخيل والوقود ومنتجات التعدين والمنسوجات والأثاث. تتكون صادرات الاتحاد الأوروبي إلى إندونيسيا بشكل رئيسي من الآلات عالية التقنية ومعدات النقل والمواد الكيميائية والسلع المصنعة المختلفة. وبشكل أساسي فإن التدفقات التجارية بين إندونيسيا والاتحاد الأوروبي تكمل بعضها البعض. بعد أن أصبحت المفاوضات بشأن اتفاقية التجارة الحرة مع الآسيان صعبة بشكل متزايد، بدأ الاتحاد الأوروبي في متابعة المفاوضات مع دول الآسيان الفردية. يعمل الاتحاد الأوروبي وإندونيسيا حاليًا من أجل اتفاقية شراكة اقتصادية شاملة طموحة تغطي التجارة والاستثمار والخدمات.

## إطار التعاون
في عام 2009 تم التوقيع على اتفاقية الشراكة والتعاون بين الاتحاد الأوروبي وإندونيسيا. وقد مهدت محكمة التحكيم الدائمة الطريق أمام تعاون أوثق في مجموعة واسعة من المجالات وتغطي مجالات متنوعة من التعاون، مثل التجارة والاستثمار وحقوق الإنسان وتغير المناخ. تنص الاتفاقية على أربعة مجالات ذات أولوية هي: التعليم وحقوق الإنسان والديمقراطية والتجارة والاستثمار والبيئة.

## التعاون من أجل التنمية
خلال السبعينيات والثمانينيات من القرن العشرين تم تنسيق معظم المساعدة الرسمية من الدول الأوروبية إلى إندونيسيا من خلال الفريق الحكومي الدولي المعني بإندونيسيا، وهي مجموعة رسمية من الدول المانحة تأسست في عام 1976 وترأسها هولندا. في وقت لاحق من عام 1992 وبعد خلاف بين هولندا وإندونيسيا حول سياسات المساعدة تم حل الفريق الحكومي الدولي واستبداله بالفريق الاستشاري المعني بإندونيسيا برئاسة البنك الدولي.
في الآونة الأخيرة تحدد ورقة إستراتيجية الدولة الإندونيسية سياسات التعاون الإنمائي الشاملة للاتحاد الأوروبي من عام 2007 إلى عام 2013. تمشياً مع هذه الوثيقة يتعاون الاتحاد الأوروبي بشكل وثيق مع حكومة إندونيسيا لضمان مساهمة المساعدة في إستراتيجية التنمية الوطنية. تم تصميم الشراكات والمشاريع لدعم سياسات حكومة إندونيسيا المنصوص عليها في خطة التنمية المتوسطة الأجل الوطنية، والتي تمتد من 2009 إلى 2014. على هذه الخلفية يركز الاتحاد الأوروبي جهوده على التعليم والتنمية الاقتصادية، تغير المناخ والبيئة والحكم الرشيد. يتخذ تمويل الاتحاد الأوروبي للمشاريع في إندونيسيا مجموعة متنوعة من الأشكال بما في ذلك تخصيص دعم ميزانية قطاعية كبيرة لقطاع التعليم.

### التعليم
يتم التركيز بقوة على التعليم الذي يمثل ما يقرب من 80٪ من التمويل المتوقع. وهذا يتوافق مع الأولوية التي أعطتها الحكومة الإندونيسية لإصلاحات التعليم.
تدعم المساعدة الثنائية التي يقدمها الاتحاد الأوروبي سياسات الإصلاح في إندونيسيا للتعليم الأساسي. كما يوفر دعمًا للميزانية بقيمة 180 مليون يورو. بالإضافة إلى ذلك يساهم الاتحاد الأوروبي بمبلغ 20 مليون يورو في مرفق تعاون تقني يدعم العمل التحليلي لتطوير السياسات الحكومية المتعلقة بالتعليم و35 مليونًا إضافيًا لتعزيز الحد الأدنى من معايير الخدمة في التعليم في 110 مقاطعات يُفتقر إليها.
يمول الاتحاد الأوروبي أيضًا مشاريع أخرى تتماشى مع إستراتيجية التعليم الوطنية. يتم تنفيذ ذلك بالتعاون الوثيق مع السلطات المحلية والمنظمات غير الحكومية. لهذه المشاريع نقاط تركيز مختلفة تتراوح من التدريب المهني والتعليم الشامل إلى ممارسات التعليم والتعلم الجيدة.
كما يدعم الاتحاد الأوروبي والدول الأعضاء فيه قطاع التعليم العالي. منذ عام 2004 أتاح الاتحاد الأوروبي للطلاب الإندونيسيين فرصة الحصول على منح دراسية من خلال برنامج ايراسموس موندوس. يقدم الاتحاد الأوروبي والدول الأعضاء فيه 1.250 منحة دراسية سنويًا للإندونيسيين للدراسة في الجامعات الأوروبية.

### التجارة والاستثمار
يقدم الوفد دعمه لتعميق اندماج إندونيسيا في نظام التجارة الدولية. والهدف من ذلك هو مساعدة البلاد على تحقيق إمكاناتها التجارية والاستثمارية الكاملة. من خلال برامج مثل برنامج دعم التجارة بين الاتحاد الأوروبي وإندونيسيا ومرفق التعاون التجاري بين الاتحاد الأوروبي وإندونيسيا، يسعى الاتحاد الأوروبي إلى دعم الوكالات الحكومية في تعزيز البنية التحتية للصادرات في إندونيسيا وخلق ظروف استثمار مواتية.
علاوة على ذلك يساعد الاتحاد الأوروبي إندونيسيا في إصلاح إدارتها للمالية العامة وفي توفير ظروف مالية سليمة. يركز هذا الدعم بشكل خاص على قضايا مثل تخطيط وتنفيذ الميزانية، وإدارة الضرائب والجمارك، والمشتريات العامة والتدقيق، بالإضافة إلى الرقابة التشريعية على الميزانية.

### البيئة وتغير المناخ
التزمت إندونيسيا بخفض انبعاثات الكربون بنسبة 26٪ بحلول عام 2020، وهو هدف يحظى بالدعم الاقتصادي والسياسي الكامل من الاتحاد الأوروبي والدول الأعضاء فيه.
وبالمثل كثف الاتحاد الأوروبي برامج التعاون في مجال تغير المناخ لإطلاق الإدارة التي تسهل الإدارة المستدامة للغابات والموارد الطبيعية. يساعد الاتحاد الأوروبي إندونيسيا في معالجة القضايا البيئية الأكثر إلحاحًا مثل قطع الأشجار غير القانوني من خلال بناء اتفاقيات شراكة طوعية. على مدى السنوات الثلاث الماضية دعم الاتحاد الأوروبي ودوله الأعضاء مبادرات إندونيسيا بشأن تغير المناخ بمبلغ 1.5 مليار دولار أمريكي (1.17 مليار يورو) ساهم الاتحاد الأوروبي بنحو نصفها.

### الحكم وحقوق الإنسان
تم إطلاق حوار جديد بين الاتحاد الأوروبي وإندونيسيا حول حقوق الإنسان في عام 2009 لتكثيف التبادلات حول القضايا ذات الاهتمام المشترك. يركز الاتحاد الأوروبي على المجالات الرئيسية للحكم مثل العدالة وإصلاح قطاع الأمن وإنفاذ القانون ودعم الشرطة المجتمعية القائمة على حقوق الإنسان. يتم دعم المؤسسات العامة في تحسين تقديم الخدمات، لا سيما للفئات الأكثر ضعفاً.
إحدى الأدوات المهمة في هذا الصدد هي الصك الأوروبي للديمقراطية وحقوق الإنسان، الذي يهدف إلى تقديم الدعم لتعزيز الديمقراطية وحقوق الإنسان في البلدان خارج الاتحاد الأوروبي. في إندونيسيا تتراوح المشاريع في إطار هذا البرنامج من تعزيز حرية الدين والمعتقد ودعم المدافعين عن حقوق الإنسان، وزيادة المساءلة في مجال حقوق الإنسان والمساعدة في منع التعذيب. في كثير من الأحيان يكون التركيز على شرائح المجتمع الضعيفة مثل الأطفال أو النساء أو الأقليات. في مجال الحكم الرشيد هناك مجالات تركيز أخرى تتمثل في بناء القدرات في القطاع القضائي وكذلك دعم هيئة مكافحة الفساد.

### الصحة والمياه والصرف الصحي
يركز الدعم الصحي للاتحاد الأوروبي على مكافحة الأمراض وتحسين اللوائح. من أجل وقف انتقال فيروس نقص المناعة البشرية والسل والملاريا، يساهم الاتحاد الأوروبي والدول الأعضاء فيه بنحو 57 ٪ من الصندوق العالمي لمكافحة الإيدز والسل والملاريا، وقد استفادت إندونيسيا من التزام بمبلغ 478 مليون يورو من هذا الصندوق منذ عام 2002. تعاون الاتحاد الأوروبي مع اليونيسف لمكافحة سوء التغذية والتقزم بين الأطفال. كما أن تحسين حقوق الصحة الجنسية والإنجابية على جدول أعمال التعاون.

### إعادة الإعمار
يدعم الاتحاد الأوروبي جهود إندونيسيا لمنع وإدارة الأزمات البشرية من خلال البرامج التي تهدف إلى تقليل آثار الكوارث الطبيعية. يشمل نهج الاتحاد الأوروبي لإعادة الإعمار بعد الكوارث تطوير البنية التحتية وإعادة بناء المساكن وتعزيز هياكل الحوكمة وبناء القدرات وتطوير الاستدامة الاقتصادية والبيئية. يدعم الاتحاد الأوروبي أيضًا الأنشطة التي تساعد إندونيسيا على حل النزاعات الداخلية ومنعها. وبينما تتم معالجة أسباب النزاع من خلال عدد من المشاريع في مختلف المجالات تُستخدم الوسائل غير العسكرية لتسهيل الحل السلمي ومنع النزاعات القائمة. تشمل هذه الوسائل دعم الشرطة الجيدة، وسيادة القانون، والإدارة المدنية، وفرق الطوارئ للحماية المدنية.

### الاتحاد الأوروبي في آتشيه
في عام 2004 دمر تسونامي ساحل أتشيه. قدم الاتحاد الأوروبي كميات كبيرة من مساعدات الطوارئ. دعم الاتحاد الأوروبي برامج إعادة الإعمار بأكثر من 200 مليون يورو. في البداية تم تخصيص 3 ملايين يورو لتدابير الطوارئ، تلاها 20 مليون يورو أخرى مخصصة للمساعدة الإنسانية، والتي شملت ملاجئ مؤقتة وبطانيات وغذاء وماء ومساعدات طبية. كما ساهم الاتحاد الأوروبي في الصندوق الاستئماني المتعدد المانحين لأتشيه ونياس. تم استخدام هذا الصندوق لإعادة بناء البنية التحتية المتضررة مثل الطرق وقنوات الري ووحدات الصرف الصحي. بالإضافة إلى ذلك، تم تمويل بناء المنازل والمدارس والمكاتب الحكومية. بالإضافة إلى ذلك ساهم الاتحاد الأوروبي في عملية السلام في آتشيه. قام الاتحاد الأوروبي بتمويل محادثات الوساطة ونشر بعثة مراقبة آتشيه للإشراف على تنفيذ اتفاق السلام وساهم بنحو 30 مليون يورو للمساعدة في ضمان الاستقرار على المدى الطويل لعملية السلام. وبالتعاون مع الوكالات الوطنية والدولية والمحلية، ركزت برامج الاتحاد الأوروبي اللاحقة على تعزيز المؤسسات الديمقراطية، وبناء القدرات في عمليات صنع القانون والسياسات، وتمكين المجتمع المدني من المشاركة في الإصلاح. بعد ما يقرب من 30 عامًا من الصراع وتسونامي مدمر في عام 2004 تعتبر آتشيه اليوم على المسار الصحيح. يواصل الاتحاد الأوروبي العمل في المحافظة، في المقام الأول في مجال تغير المناخ.

### مشاركة التعاون 2013
بمجرد انتهاء الدورة الحالية من مشاركة التعاون (2007-2013) ستتخرج إندونيسيا من المساعدة الإنمائية، لكنها ستستمر في الاستفادة من عدد من البرامج المواضيعية وكذلك البرامج المتعلقة بتنفيذ اتفاق الشراكة.

### الطيران
حظر الاتحاد الأوروبي جميع شركات الطيران الإندونيسية من الأراضي الأوروبية في عام 2007، بعد تحطم طائرة جارودا إندونيسيا رقم 200. كتب كاتب الطيران ويليام لانغفيش أن «العديد من الإندونيسيين العاديين الذين كبروا ليكرهوا شركاتهم الجوية كانوا يفضلون الحظر ببساطة كشكل من أشكال من العقاب»، أن الحظر وضع مصنعي الطائرات«في موقف دقيق» حيث سيتم بيعهم لشركات أعلنت أنها غير آمنة في الغرب، وبما أن شركات الطيران الإندونيسية كانت تركز بشكل رئيسي على سوق جنوب شرق آسيا، فإن«الحظر كان رمزيًا إلى حد كبير». ومنذ ذلك الحين تم رفع الحظر.